# Europamesterskaberne i amatørboksning 1973
Europamesterskaberne i amatørboksning 1973 blev afviklet fra den 1. til den 9. juni 1973 i Beograd. Det var 20. gang, der blev afholdt EM for amatørboksere. Turneringen blev arrangeret af den europæiske amatørbokseorganisation EABA. Der deltog 148 boksere fra 22 lande.
Bedste nation blev Sovjetunionen med 4 guld, 1 sølv og 2 bronze, i de 11 vægtklasser. Danmark opnåede ingen medaljer.

## Danske deltagere
Danmark stillede med to boksere til turneringen: Lauritz Jensen (letmellemvægt) og Poul Knudsen (mellemvægt).
Resultater
- Lauritz Jensen vandt sin første kamp på point 3-2 mod Menef Durmus fra Tyrkiet. Han kunne dog ikke stille op til næste kamp i kvartfinalen mod DDR's Peter Tiepold
- Poul Knudsen vandt sin førte kamp 5-0 over Nazif Kuran, men tabte den næste 5-0 i kvartfinalen mod polakken Witold Stachurski

## Notable deltagere, der senere blev professionelle
Blandt deltagene ved turneringen var en række boksere, der senere opnåede succes som professionelle, Charlie Nash (europamester i letvægt og VM-udfordrer), René Weller (tysk mester og europamester i letvægt), Joseph Pachler (europamester i weltervægt), Marijan Benes (europamester i letmellemvægt og VM-udfordrer til Ayub Kalules VV-titel i letmellemvægt) og Mate Parlov (Europa og verdensmester i letsværvægt og boksede uafgjort om VM-titlen i cruiservægt).

## Medaljevindere
| Event                           | Guld                              | Sølv                            | Bronze                                                      |
| ------------------------------- | --------------------------------- | ------------------------------- | ----------------------------------------------------------- |
| Letfluevægt (– 48 kilogram)     | Vladislav Sasypko Sovjetunionen   | Beyhan Fuchedyev Bulgarien      | John Bambrick Skotland Enrique Rodríguez Spanien            |
| Fluevægt (– 51 kilogram)        | Constantin Gruiescu Rumænien      | Vicente Rodríguez Spanien       | Gerd Schubert Vesttyskalnd Nikolay Lodin Sovjetunionen      |
| Bantamvægt (– 54 kilogram)      | Aldo Cosentino Frankrig           | Mircea Tone Rumænien            | Krzysztof Madej Polen Dimitar Milev Bulgarien               |
| Fjervægt (– 57 kilogram)        | Stefan Förster DDR                | Zoran Jovanović Jugoslavien     | Gabriel Pometcu Rumænien Heikki Vilander Finland            |
| Letvægt (– 60 kilogram)         | Simion Cuţov Rumænien             | Ryszard Tomczyk Polen           | Wolfgang Schoth Vesttyskland Günter Radowski DDR            |
| Letweltervægt (– 63,5 kilogram) | Marijan Beneš Jugoslavien         | Anatolij Kamnyjev Sovjetunionen | Ulrich Beyer DDR László Juhász Ungarn                       |
| Weltervægt (– 67 kilogram)      | Sándor Csjef Ungarn               | Manfred Weidner DDR             | Živorad Jelesijević Jugoslavien Vladimir Kolev Bulgaria     |
| Letmellemvægt (– 71 kilogram)   | Anatolij Klimanov Sovjetunionen   | Wiesław Rudkowski Polen         | Peter Tiepold DDR Sandu Tirila Rumænien                     |
| Mellemvægt (– 75 kilogram)      | Vjatjeslav Lemesjev Sovjetunionen | Alec Năstac Rumænien            | Witold Stachurski Polen Pierre Gomez Frankrig               |
| Letsværvægt (– 81 kilogram)     | Mate Parlov Jugoslavien           | Janusz Gortat Polen             | Oleg Karatajev Sovjetunionen Sjeg Verstappen Nedererlandene |
| Sværvægt (+ 81 kilogram)        | Viktor Uljanitj Sovjetunionen     | Peter Hussing Vesttyskland      | Ion Alexe Rumænien Atanas Suvandshijev Bulgarien            |

## Medaljevindere pr. land
*   Værtsnation ( Jugoslavien)
| Rank               | Nation              | Guld | Sølv | Bronze | Total |
| ------------------ | ------------------- | ---- | ---- | ------ | ----- |
| 1                  | Sovjetunionen (URS) | 4    | 1    | 2      | 7     |
| 2                  | Rumænien (ROU)      | 2    | 2    | 3      | 7     |
| 3                  | Jugoslavien (YUG)*  | 2    | 1    | 1      | 4     |
| 4                  | DDR (GDR)           | 1    | 1    | 3      | 5     |
| 5                  | Frankrig (FRA)      | 1    | 0    | 1      | 2     |
| 5                  | Ungarn (HUN)        | 1    | 0    | 1      | 2     |
| 7                  | Polen (POL)         | 0    | 3    | 2      | 5     |
| 8                  | Bulgarien (BUL)     | 0    | 1    | 3      | 4     |
| 9                  | Vesttyskland (FRG)  | 0    | 1    | 2      | 3     |
| 10                 | Spanien (ESP)       | 0    | 1    | 1      | 2     |
| 11                 | Finland (FIN)       | 0    | 0    | 1      | 1     |
| 11                 | Holland (NED)       | 0    | 0    | 1      | 1     |
| 11                 | Skotland (SCO)      | 0    | 0    | 1      | 1     |
| Total (13 nations) | Total (13 nations)  | 11   | 11   | 22     | 44    |